# SD-Kuriren
SD-Kuriren (SD-K) är Sverigedemokraternas officiella partiorgan och medlemstidning. Den började ges ut 1988 under namnet Sverige-Kuriren och bytte 1991 namn till SD-kuriren. Sedan 2016 utges den oregelbundet i samband med val. 

## Historia

### 1988–1991
Tidskriften började utkomma i Stockholm 1988 och hette i sina första 13 utgåvor (fram till 1991) Sverige-Kuriren. Tidningens förste redaktör var Leif Ericsson, medgrundare till Bevara Sverige Svenskt. I redaktionen ingick Johan Rinderheim, Rikard Meyer och Lars Ljungh. Under denna period var tidningens fokus både antikommunistiskt och antisemitiskt. Bland annat marknadsförde Sverige-Kuriren kända antisemitiska författare som Jüri Lina, Ivor Benson och Douglas Reed samt fascistiska politiker som John Tyndall.

### 1991-2016
Efter att Ericsson lämnat sin post tog partiledaren Anders Klarström över som redaktör. Efter valet 1994 blev Joakim Lannér redaktör för att våren 1996 lämna över till Torbjörn Kastell. Den sistnämnde efterträddes som redaktör 1999 av Richard Jomshof.
SD-Kuriren hade 2003 reklam från Nationalencyklopedin, Campuz Mobile och Resfeber.se på sin hemsida, utan att företagen var tillfrågade. När företagen fick reda på detta begärde de marknadsföringsföretaget Tradedoubler att ta bort deras banners från SD-Kurirens webbplats.
En i SD-Kuriren vanligt förekommande signatur var skribenten Lelle Penn (syftande på Jean-Marie Le Pen), som skrev undantagslöst initierade reportage om brott begångna av invandrare i Sverige, ofta med en starkt ironisk underton. Dessa artiklar slutade SD-Kuriren att skriva 2004.
SD-Kurirens nätupplaga släcktes den 9 februari 2006 av dess Internetleverantör Levonline sedan representanter från Utrikesdepartementet (UD) och Säkerhetspolisen tagit kontakt med Levonlines ledning med anledning av en teckningstävling som utlysts av tidningen och där läsarna ombetts göra nidteckningar av islams profet Muhammed. En teckning hade då redan företetts på nätupplagans startsida. Tidningens nätupplaga fanns redan inom ett par timmar tillgänglig på en så kallad spegel (eng. mirrorsite). Regeringens inblandning i nedsläckningen fick bland annat Publicistklubbens ordförande Stig Fredrikson att protestera. Justitiekanslern gjorde efter anmälan en utredning angående olika myndigheters inblandning av nedstängningen av SD-kurirens hemsida. Efter att det framkom att den dåvarande utrikesministern Laila Freivalds kände till att UD skulle kontakta internetföretaget, vilket hon nekat till, avgick hon.
SD-Kuriren har även publicerat Lars Vilks kontroversiella Muhammedteckningar, trots att Vilks tar avstånd från Sverigedemokraterna, och Geert Wilders kontroversiella islamfilm Fitna. På SD-Kurirens tidigare nätupplaga fanns en del bloggar samlade som skrivs av högt uppsatta sverigedemokrater, bland andra partiledaren Jimmie Åkesson, partisekreteraren Björn Söder och presschefen Mattias Karlsson.
Jomshof överlämnade chefredaktörskapet till Tommy Hansson sommaren 2009. I juni 2013 tillträdde Paula Bieler som chefredaktör.

### Chefredaktörer
- 1988–1989 Leif Ericsson
- 1989–1994 Anders Klarström
- 1994–1996 Joakim Lannér
- 1996–1999 Torbjörn Kastell
- 1999–2009 Richard Jomshof
- 2013– Paula Bieler

## SD-Bulletinen
SD-Bulletinen var tidigare Sverigedemokraternas medlemstidning. SD-Bulletinen har getts ut såväl som en egen, stencilerad tidning och som en bilaga till SD-Kuriren. Bland dess redaktörer kan nämnas Leif Ericsson, Erik Dahlén, Anders Klarström, Lars Emanuelsson, Torbjörn Kastell, Johan Rinderheim, Jimmy Windeskog. Björn Söder och Martin Kinnunen. Tidningen började utkomma i februari 1988 under namnet "Medlemsbulletin". Under Windeskogs år var SD-Bulletinen en månadstidning.